# آن پواره
آن پواره (به فرانسوی: Anne Poiré) نویسنده قرن بیستم میلادی اهل فرانسه است.